# Mony Mony
Mony Mony är en låt lanserad som singel 1968 av popgruppen Tommy James & the Shondells. Låten kom att bli en av gruppens största hitsinglar, och i Storbritannien blev den deras enda stora hitsingel med en förstaplacering på singellistan. Tommy James lär ha inspirerats att döpa låten efter att ha tittat upp mot skyskrapan Mutual of New York Building vid adressen 1740 Broadway på Manhattan. Där fanns en röd neonskylt med texten "MONY" under många år uppsatt.
Billy Idol spelade in låten 1981, och fick senare en hitsingel 1987 med en liveversion av låten som lanserades för att marknadsföra samlingsalbumet Vital idol. I samband med Idols inspelning gjorde "Weird Al" Yankovic en parodiversion med titeln "Alimony". Status Quo spelade in låten på albumet Famous in the Last Century som utgavs år 2000.

## Listplaceringar, Tommy James
| Lista (1968)   | Position              |
| -------------- | --------------------- |
| Australien     | 25 (Go Set)           |
| Danmark        | 13 (DR "Top 20")      |
| Finland        | 36                    |
| Flandern       | 7                     |
| Frankrike      | 24                    |
| Irland         | 3                     |
| Kanada         | 3 (RPM)               |
| Norge          | 8 (VG-lista)          |
| Nya Zeeland    | 11 (NZ Listner)       |
| Schweiz        | 2                     |
| Spanien        | 2                     |
| Storbritannien | 1                     |
| Sverige        | 19 (Kvällstoppen)     |
| USA            | 3 (Billboard Hot 100) |
| Vallonien      | 3                     |
| Västtyskland   | 3                     |
| Österrike      | 4                     |

## Listplaceringar, Billy Idol
| Lista (1987)   | Position              |
| -------------- | --------------------- |
| Finland        | 6                     |
| Irland         | 3                     |
| Kanada         | 1 (RPM)               |
| Nya Zeeland    | 2                     |
| Schweiz        | 13                    |
| Storbritannien | 7                     |
| USA            | 1 (Billboard Hot 100) |
| Västtyskland   | 38                    |